# Вінцковський Дмитро Іванович
Дмитро́ Іва́нович Вінцко́вський (1846—1917) — український краєзнавець, педагог та письменник, батько Ярослава Ярославенка.

## Життєпис
Народився 1846 року в селі Остра на Буковині. 1873 року закінчив Львівську духовну семінарію. Протягом 1873—1874 років працював учителем в Сучаві, згодом — у Чернівцях, з 1877 по 1883 рік — у Львові. Від 1884 року працював в одному із львівських банків.
Розпочав писати 1863 року; друкували його вірші, оповідання, статті — у газетах «Голос народний», «Слово», «Діло», «Учитель», додатку до газети «Буковина», «Неділя», журналу «Ластівка».
Є автором
- поетичної збірки «Вдова» (Коломия, 1868),
- історичних поем «Смерть Ярослава Ігоровича» (1868)
- «Олекса Довбуш» (1869—1871)
- соціально-побутових повістей-притч із сільського життя — «Вдовин син» (1868)
- «Завіщанє» (1889)
- «Іванчук Моторний, як душу злому запродав» (1873, перевидано 1884; обидва в Коломиї)
- «С одною любился, с другою женился» (Львів, 1872).

Писав віршовані гуморески, в яких засуджуючи пияцтво, законодавство:
- «Лагомахія, то єсть війна мужика з заяцем», (Коломия, 1898)
- «Пропасть» (1898), гумористичні оповідання:
- «Пройдисвіт Хвальницький і єго пригоди на суши і на мори» (Львів, 1889)
- за твором «Пригоди барона Мюнгаузена» Р. Распе, казки
- «Наймит і пес»
- «Мудра діва-цариця» (1866), пародії.

Видано збірку «Мудрагелі. Вимершое племя в незнанім краю. Шесть сказок» (Львів, 1888).
Його авторству належить низка краєзнавчих розвідок:
- «Церковниї братства на Руси» (1878)
- «Наша земля» (1884)
- «Зельман Вольфович: Документи до історії города Дрогобича» (1886)
- "В 300-літній юбилей Львовской Ставропигії (1886)
 праць на історичні теми:
- «Руско-турецкая война» (1878)
- «Григорій Яхимович і современное руское движение: Очерк» (1892)
- «Хроника російско-японской войни в 1904 році» (1904, випуски 1– 9).

1897 року Ярослав Ярославенко написав музику на вірш Вінцковського «Рідна мова».
Архів зберігається у Львівській національній бібліотеці.